# Miles Anderson
Pour les articles homonymes, voir Anderson.
Miles Anderson, né en Rhodésie du Sud (ancien nom du Zimbabwe) le 23 octobre 1947 , est un acteur zimbabwéen qui a principalement joué dans des séries télévisées tant au Royaume-Uni qu'en Amérique du Nord.

## Biographie
Son fils, Joe Anderson, est aussi acteur.

## Filmographie partielle

### Au cinéma
- 1978 : Les 39 Marches de Don Sharp
- 1993 : Kalahari
- 2000 : Le roi est vivant de Kristian Levring
- 2008 : Trafic mortel
- 2009 : Ninja
- 2016 : La La Land : Alistar, le photographe
- 2018 : Terre maudite (The Wind) de Emma Tammi : le révérend

### À la télévision
- 1974 : La Chute des aigles (épisodes 1 : l'empereur François-Joseph, jeune)
- 1990 : House of Cards (épisodes 1 à 4) : Roger O'Neill
- 1992 : Covington Cross (3 épisodes) : le roi Édouard
- 1998 : Inspecteur Barnaby (saison 1, épisode Le Masque de la mort) : Guy Gamelin
- 2002-2006 : Ultimate Force (17 épisodes) : le colonel Aidan Dempsey
- 2006 : Inspecteur Barnaby (saison 9, épisode Complément d'enquête) : Lance Woodrow
- 2009 : Esprits criminels (saison 4, épisode 24 : La Nouvelle Souche) : le docteur Nichols